# Émetteur du pic du Midi de Bigorre

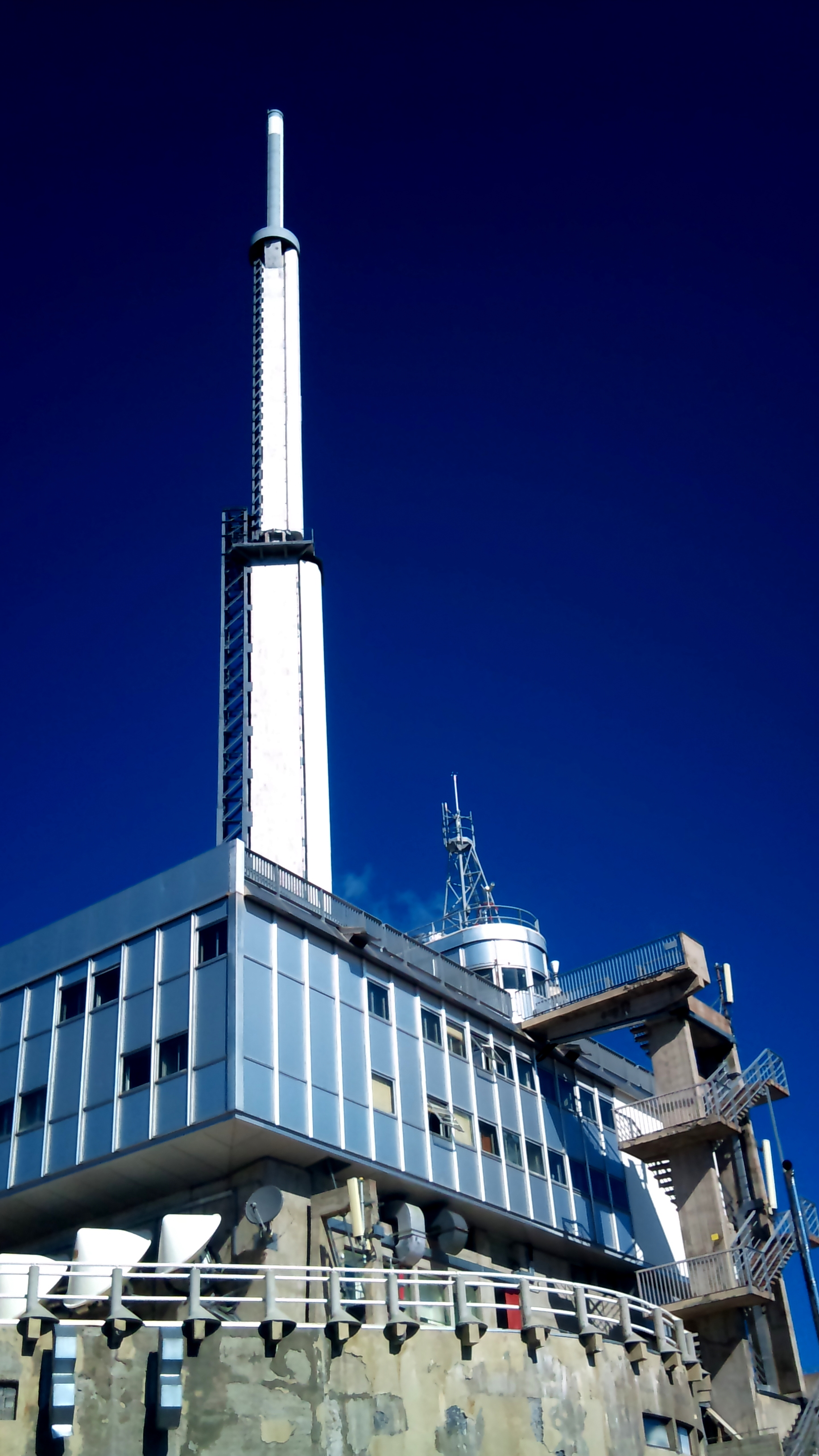
La tour hertzienne avec le bâtiment abritant les appareils d'émission.

 (décembre 2018).
Si vous disposez d'ouvrages ou d'articles de référence ou si vous connaissez des sites web de qualité traitant du thème abordé ici, merci de compléter l'article en donnant les références utiles à sa vérifiabilité et en les liant à la section « Notes et références ».
L'émetteur du pic du Midi de Bigorre est une installation permettant principalement la diffusion de la TNT, FM et DAB+; il émet aussi des ondes concernant la téléphonie mobile et se trouve au sud midipyrénéen, dans le département des Hautes-Pyrénées, près de la ville de Bagnères-de-Bigorre. Il se compose d'une tour haute de 102 mètres et d'un bâtiment abritant les émetteurs. Ce site de diffusion, appartenant à l'opérateur TDF (Télédiffusion de France), diffuse sur une large partie du sud-ouest français, soit un 1/7ème du territoire national.

## Histoire
En 1926-1927 sont installées au pic du Midi de Bigorre deux pylônes de 25 m de haut qui supportent une antenne de radiodiffusion.
Un émetteur de télévision est installé et commence ses émissions le 14 septembre 1957 pour la seule et unique chaîne de télévision, "Radiodiffusion-télévision française".
Lors de la construction du bâtiment interministériel, un nouvel émetteur est installé : il dispose d'une antenne de 102 m de haut ; ses émissions commencent en 1963.
Cet émetteur diffuse des émissions de la TNT, FM et DAB+.

## Télévision

### TNT
| LCN              | Chaîne                                                                                      | Multiplex | Canal | Puissance (PAR) | Diffuseur |
| ---------------- | ------------------------------------------------------------------------------------------- | --------- | ----- | --------------- | --------- |
| 2 3 14 27 33     | France 2 France 3 Midi-Pyrénées France 4 France Info France 3 Aquitaine Pau - Sud Aquitaine | R1        | 21H   | 50 kW           | TDF       |
| 15 16 17 18      | BFM TV CNews CStar Gulli                                                                    | R2        | 38H   | 50 kW           | TDF       |
| 4 26 41 42 43 45 | Canal+ LCI Paris Première Canal+ Sport Canal+ Cinéma(s) Planète+                            | R3        | 24H   | 50 kW           | TDF       |
| 5 6 7 9 22       | France 5 M6 Arte W9 6ter                                                                    | R4        | 27H   | 50 kW           | TDF       |
| 1 10 11 13       | TF1 TMC TFX LCP-AN/Public Sénat                                                             | R6        | 36H   | 50 kW           | TDF       |
| 20 21 23 24 25   | TF1 Séries Films L'Equipe RMC Story RMC Découverte Chérie 25                                | R7        | 34H   | 50 kW           | TDF       |
| 52               | France 2 UHD                                                                                | R9        | 29H   | 50 kW           | TDF       |
| 32               | France 3 Aquitaine Gascogne                                                                 | R15       | 44H   | 1,5 kW          | TDF       |

## Radio

### FM
| Fréquence | Station                                                         | RDS      |
| --------- | --------------------------------------------------------------- | -------- |
| 87.9      | France Inter                                                    | __INTER_ |
| 88.9      | Radio Présence Lourdes Pyrénées                                 | PRESENCE |
| 90.0      | RMC                                                             | _RMC____ |
| 91.5      | France Musique                                                  | _MUSIQUE |
| 95.7      | France Culture                                                  | _CULTURE |
| 96.2      | Nostalgie Bagnères Hautes-Pyrénées                              | NOSTALG_ |
| 97.2      | Fun Radio                                                       | ___FUN__ |
| 99.7      | Europe 2                                                        | EUROPE 2 |
| 100.1     | NRJ                                                             | __NRJ___ |
| 100.6     | Radio Ter                                                       | _02_TER_ |
| 101.3     | Fréquence Luz Radio du Pays de Lourdes et des Vallées des Gaves | FREQ_LUZ |
| 102.0     | Sud Radio                                                       | SUDRADIO |
| 105.1     | France Info                                                     | __INFO__ |

### DAB+
| Frequence     | Station | Affichage court/long | Multiplex |
| ------------- | --- | --- | --------- |
| 6A 181.936MHz | 100% Souvenirs Ado Crooner Radio ici Bearn Bigorre Inside Melody Oüi FM FG. Radio Nova Radio Orient Radio Présence Sud Radio TSF Jazz | 100% Souvenirs ADO dab+ CROONER RADIO ICI BEARN BIGORR Inside MELODY OUI FM dab+ FG. DJ Radio NOVA ORIENT Presence SUD RADIO TSF Jazz | Étendu    |

## Téléphonie mobile
| Opérateur        | 2G  | 3G  | 4G  | 5G  | FH  |
| ---------------- | --- | --- | --- | --- | --- |
| Orange           | Oui | Oui | Oui | Non | Oui |
| SFR              | Oui | Oui | Oui | Non | Oui |
| Bouygues Telecom | Oui | Oui | Oui | Non | Oui |
| Free             | Non | Oui | Oui | Oui | Oui |

Source : Situation géographique du site sur cartoradio.fr (consulté le 21 août 2022).

## Autres transmissions
TDF communique entre ses autres sites de diffusion par faisceau hertzien.
Source : Situation géographique du site sur cartoradio.fr (consulté le 14 avril 2017).

## Pour compléter